# Kleinthiemitz

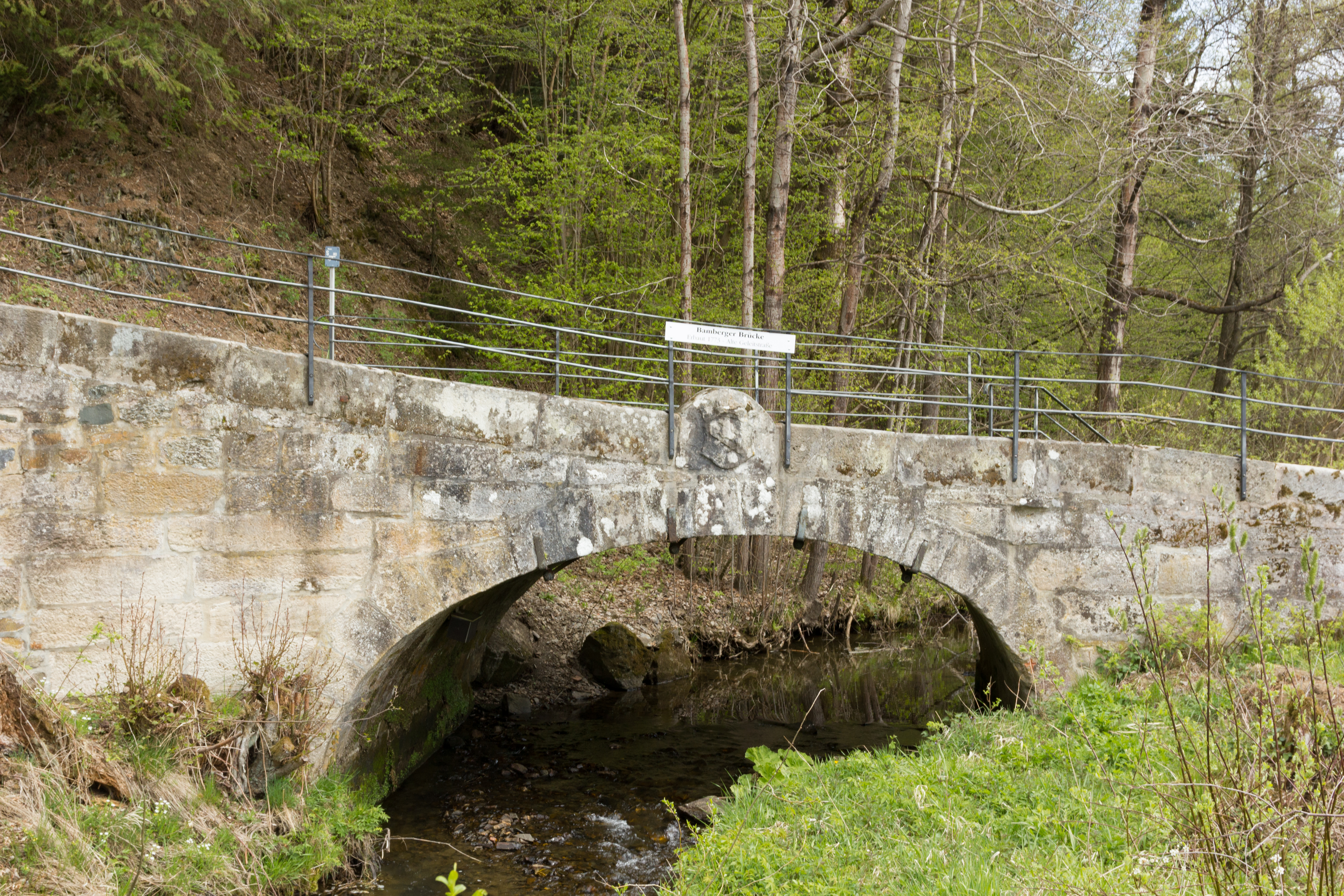
Alte Thiemitzbrücke

Kleinthiemitz ist ein Gemeindeteil der Stadt Wallenfels im Landkreis Kronach (Oberfranken, Bayern).

## Geographie
Der Weiler liegt im Rodachgrund am rechten Ufer der Wilden Rodach und an einem rechten Zufluss der Wilden Rodach, der dort mündet. Etwas weiter östlich mündet die Thiemitz als rechter Zufluss in die Wilde Rodach. Eine Gemeindeverbindungsstraße führt nach Schnappenhammer (0,4 km westlich) bzw. zur Kreisstraße KC 2 (0,3 km südöstlich), die dort unmittelbar in die Kreisstraße HO 28 mündet, die wiederum unmittelbar in die Bundesstraße 173 mündet.

## Geschichte
Kleinthiemitz wurde um 1950 auf dem Gemeindegebiet von Schnaid gegründet. Am 1. Januar 1972 wurde Kleinthiemitz im Zuge der Gebietsreform in Bayern in Wallenfels eingegliedert.

### Baudenkmäler
- Alte Thiemitzbrücke
- Grenzstein

### Einwohnerentwicklung
| Jahr      | 001950 | 001961 | 001970 | 001987 |
| Einwohner | 40     | 26     | 25     | 23     |
| Häuser    | 6      | 6      |        | 7      |
| Quelle    | [ 6 ]  | [ 7 ]  | [ 8 ]  | [ 1 ]  |

## Religion
Die Katholiken sind nach St. Thomas (Wallenfels) gepfarrt. Die Protestanten sind nach St. Michael (Bernstein am Wald) gepfarrt.